# Тенорио, Эдвин
Эдвин Тенорио (полностью — Эдвин Роландо Тенорио Монтаньо исп. Edwin Rolando Tenorio Montaño; род. 16 июня 1976 в Эсмеральдасе) — эквадорский футболист, полузащитник, выступавший за различные эквадорские клубы.

## Международная карьера
Эдвин Тенорио попадал в состав сборной Эквадора на 2 Чемпионатах мира: 2002 и 2006 годов.
На турнире 2002 года Тенорио выходил в стартовом составе в первых двух матчах против сборных Италии и Мексики. В обоих случаях он был заменён, на 59-й и 35-й минуте соответственно. В последней игре с Хорватией Тенорио на поле не появлялся.
На Чемпионате мира 2006 года Тенорио принимал участие во всех 4-х играх сборной Эквадора. Он отыграл полностью все 3 матча Эквадора в групповом турнире против сборных Польши, Коста-Рики и Германии. В матче же 1/8 с Англией он вышел в стартовом составе, но был заменён на 72-й минуте.